# Nothria geophiliformis
Nothria geophiliformis är en ringmaskart som först beskrevs av Moore 1903.  Nothria geophiliformis ingår i släktet Nothria och familjen Onuphidae. Inga underarter finns listade i Catalogue of Life.